# Enas de Cannuja
La domus de janas di Enas de Cannuia  di Bessude è una necropoli scavata nella roccia, la cui origine viene fatta risalire al III millennio a.C. nell'età della Cultura di Abealzu-Filigosa.

## La necropoli
La necropoli di enas de Cannuia comprende 6 domus de janas scavate in un costone trachitico. Alle tombe presumibilmente si arrivava utilizzando le tacche scavate nella parete rocciosa analoghe a quelle che ancora si conservano nella necropoli di Domus de janas Sos Furrighesos a Anela.

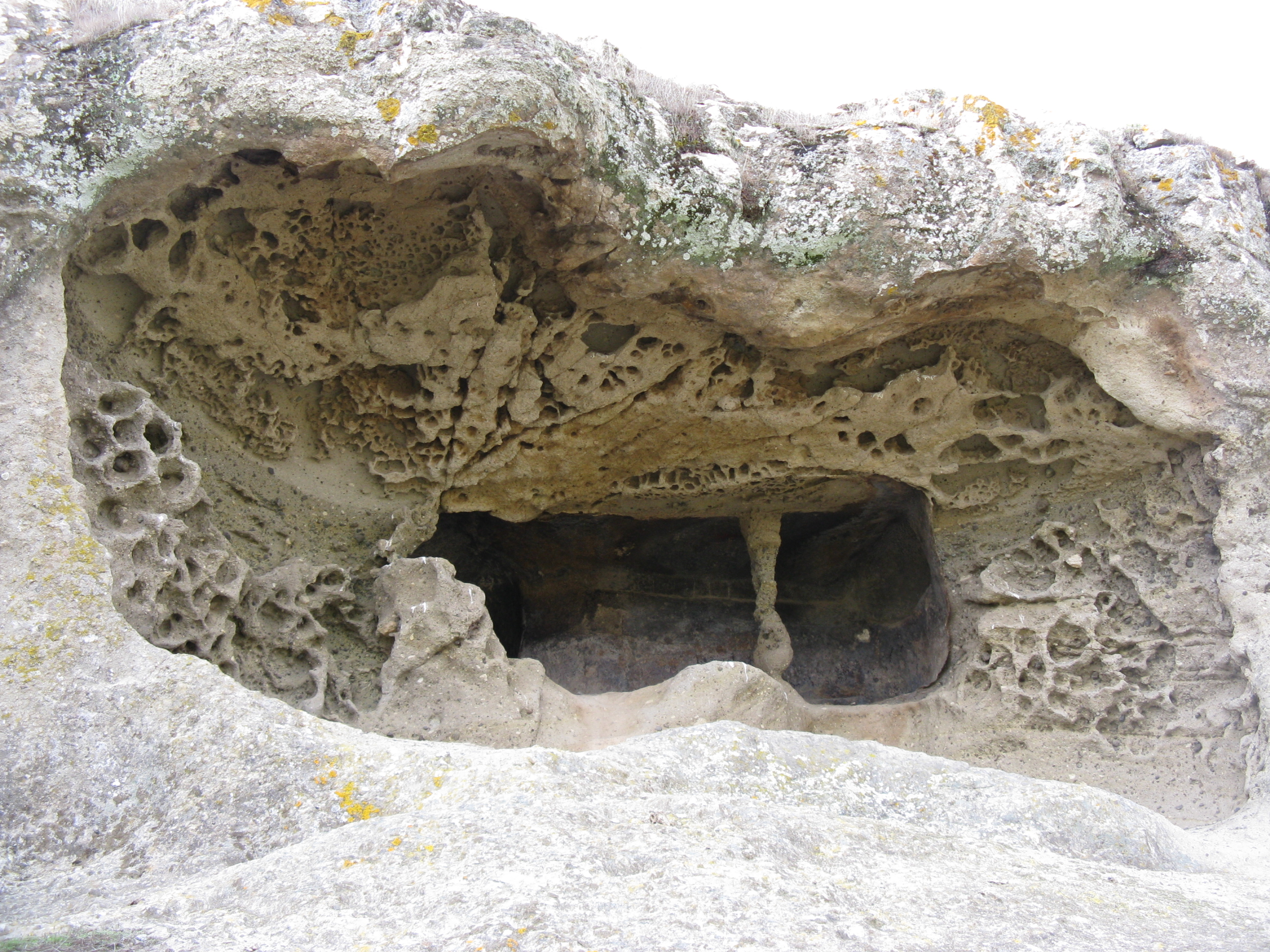
Prospetto